# Arvid Uggla (ingenjör)
Arvid Leonard Uggla, född 23 april 1854 i Karlskrona, död 7 september 1913, var en svensk väg- och vattenbyggnadsingenjör. 
Uggla blev elev vid Teknologiska institutet 1872 samt avlade avgångsexamen där 1875 och från Kungliga Tekniska högskolan 1881. Han blev elev vid Flottans mekaniska verkstad i Karlskrona 1871 och vid Statens järnvägsbyggnader 1875, nivellör där 1878, extra byråingenjör vid Väg- och vattenbyggnadsstyrelsen 1887, avdelningsingenjör vid Statens järnvägsbyggnader 1888, baningenjör vid Statens Järnvägar 1891, byråingenjör vid Järnvägsstyrelsens bankonstruktionsbyrå 1898 och var byrådirektör där från 1901. Utöver nedanstående skrifter medverkade han i det av Gustaf Welin redigerade stora verket Statens järnvägar 1856–1906. Historisk-teknisk-ekonomisk beskrifning (fyra band, 1906–1907). 
Uggla är begravd på Norra begravningsplatsen utanför Stockholm.